# Anđelko Ćuk
Anđelko Ćuk (30 maggio 1983) è un pallavolista bosniaco naturalizzato croato.
Gioca nel ruolo di schiacciatore ed opposto nell'Hapoël Mateh Asher.

## Carriera
La carriera di Anđelko Ćuk inizia in Bosnia ed Erzegovina, vestendo prima la maglia dell'Odbojkaški Klub Ljubinje e poi dell'Odbojkaški Klub Radnik. Appena diciannovenne, nel 2002 viene ingaggiato per la prima volta all'estero della 1A Liga croata dall'HAOK Mladost: inizia col nuovo club una lunga militanza di ben cinque stagioni, nel corso delle quali vince tre scudetti e cinque edizioni consecutive della Coppa di Croazia; nel 2004, ottenuta la cittadinanza croata, viene convocato per la prima volta in nazionale.
Nella stagione 2007-08 viene ingaggiato nella V-League sudcoreana dai Samsung Bluefangs, col quale si aggiudica lo scudetto, ricevendo ben quattro premi diversi di MVP, oltre che quelli come miglior realizzatore e miglior servizio del campionato; lo scenario si ripete anche nella stagione successiva, dove, in seguito alla vittoria dello scudetto, viene premiato nuovamente come miglior realizzatore e miglior servizio e riceve due premi di MVP.
Nei campionati 2009-10 e 2010-11 gioca nella V.Premier League giapponese col Toyoda Trefuerza, mentre ritorna in Corea del Sud per le annate 2011-12 e 2012-13, questa volta vestendo la maglia del KEPCO 45, poi rinominato KEPCO Vixtorm.
Nella stagione 2013-14 passa all'Odbojkarski Klub ACH Volley, nella 1. DOL slovena; una volta terminate la partecipazione alle coppe europee, lascia la squadra e va a giocare nell'Al-Ain Sports and Cultural Club, formazione degli Emirati Arabi Uniti. Nella stagione seguente gioca nella Volley League greca col Gymnastikos Athlītikos Syllogos Pamvochaïkos.
Dopo aver militano nel club libanese dello Speed Ball Chekka, nella stagione 2016-17 si accasa al club israeliano del Maccabi Tel Aviv, in Premier League, aggiudicandosi lo scudetto. Poco dopo l'inizio del campionato 2017-18 viene ingaggiato dal Massa, nella Serie A2 italiana.
Nella stagione successiva torna a disputare il massimo campionato israeliano, stavolta con la maglia dell'Hapoël Mateh Asher.

## Palmarès

### Club
- Campionato croato: 3

2002-03, 2005-06, 2006-07
- Campionato sudcoreano: 2

2007-08, 2008-09
- Campionato israeliano: 1

2016-17
- Coppa di Croazia: 5

2002, 2003, 2004, 2005, 2006

### Premi individuali
- 2008 - V-League: MVP della regular season
- 2008 - V-League: MVP delle finali play-off
- 2008 - V-League: MVP di dicembre
- 2008 - V-League: MVP di febbraio
- 2008 - V-League: Miglior realizzatore
- 2008 - V-League: Miglior servizio
- 2009 - V-League: MVP 2º round
- 2009 - V-League: MVP 6º round
- 2009 - V-League: Miglior realizzatore
- 2009 - V-League: Miglior servizio
- 2012 - V-League: MVP 5º round